# Nabis (umění)

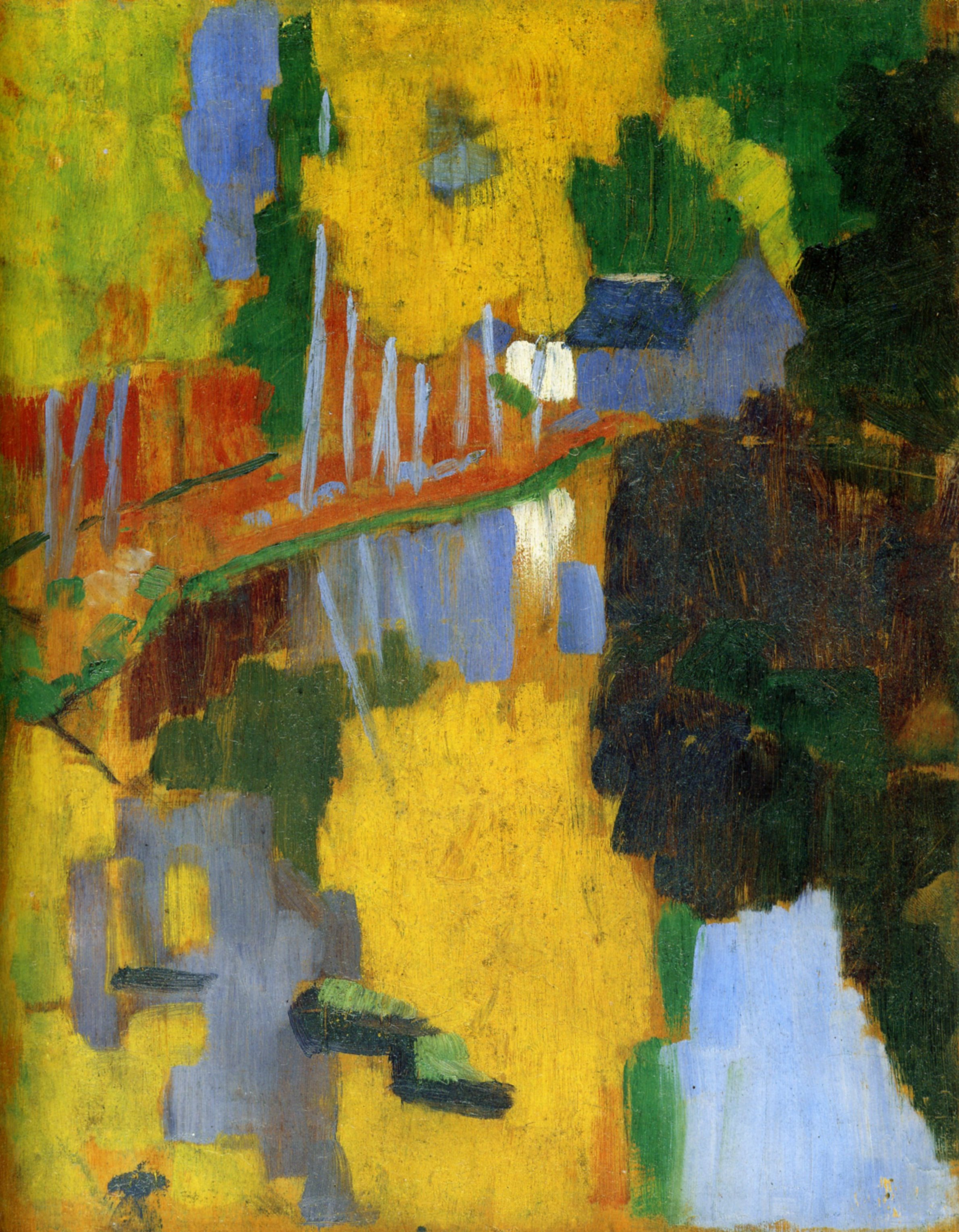
Paul Sérusier, Talisman, 1888

Les Nabis neboli nabisté je skupina francouzských malířů, vedená Paulem Sérusiérem, podléhající vlivu Paula Gauguina. Patřili k ní Pierre Bonnard, Maurice Denis, Paul Ranson, Edouard Vuillard, maďarský malíř József Rippl-Rónai a jiní.
Název pochází z tehdejší hebrejštiny a znamená „proroci“. Malíři se v 90. letech 19. století scházeli v Ransonově ateliéru, častovali se podivnými přezdívkami a diskutovali o symbolismu. Oproti impresionismu zdůrazňovali barevnou plochu a souvislé kontury. Modelace a prostorové hodnoty malby ustupují do pozadí.
Teoretik skupiny Maurice Denis definoval obraz jako plochu pokrytou barvami, uspořádanou dle určitých zákonů.
Kromě Gauguina na skupinu působili také Odilon Redon (jeho nejznámější obrazy jsou: Oko jako balón, Kyklop, Zavřené oči..., jeho imaginaci a protikladnost vysoce ocenili i surrealisté) a G. Morreau (hojně užíval mytologická a náboženská témata, stylizoval kresbu neobvyklým osvětlením a dekorativním koloritem, tím dosahoval čarovné působivosti. Jeho díla: Salome, Zjevení). Dále se skupina Nabis nechala volně inspirovat japonským barevným dřevořezem. Významně zasáhla do užitého umění, plakátu, divadelní dekorace a knižní ilustrace.
- Aristide Maillol – (1861–1944)
- Félix Vallotton – (1865–1925)
- Pierre Bonnard – (1867–1947)
- Ker-Xavier Roussel – (1867–1944)
- Edouard Vuillard – (1868–1940)
- Maurice Denis – (1870–1943)
- Georges Lacombe – (1868–1916)
- Paul Ranson – (1864–1909)
- Paul Sérusier – (1864–1927)